# Сана Исмаил Хамед
Сана Исмаил Хамед (на арабски: سناء إسماعيل حامد, на английски: Sanaa Ismail Hamed) е модел от Египет.

## Биография
Сана Исмаил Хамед е родена през 1984 година в град Кайро, Египет. През 2008 г. представлява Египет на конкурса Мис Свят, който се провежда в град Йоханесбург, Южна Африка.